# Live at the Apollo (album de Ben Harper)
Pour les articles homonymes, voir Live at the Apollo.
Live at the Apollo est un album  live de Ben Harper et de The Blind Boys of Alabama, sorti en 2005. Cet album a été enregistré lors du concert du 12 octobre 2004 au Apollo theater à Harlem. Il a fait l'objet d'un CD et d'un DVD.

## Titres
1. 11th Commandment
2. Well, Well, Well
3. I Want to Be Ready
4. Take My Hand
5. Picture of Jesus
6. Church House Steps
7. Ben introduces the Band...
8. Give a Man a Home
9. Wicked Man
10. Mother Pray
11. I Shall Not Walk Alone
12. Church on Time
13. Where Could I Go
14. There Will Be a Light
15. Satisfied Mind